# Brommler Mühle
Die Brommler Mühle ist eine ehemals am Rodebach gelegene Wassermühle mit einem unterschlächtigen Wasserrad in Gangelt, einer ländlichen Gemeinde im nordrhein-westfälischen Kreis Heinsberg.

## Geographie
Die Brommler Mühle hat ihren Standort auf der rechten Bachseite, Schinvelder Straße 51 im Ortsteil Mindergangelt in der Gemeinde Gangelt. Das Gelände, auf dem das Hof- und Mühlengebäude steht, hat eine Höhe von ca. 58 m über NN. Nachbarmühlen sind oberhalb die Dahlmühle und unterhalb die Etzenrather Mühle.

## Gewässer
Der Rodebach versorgte bis in das letzte Jahrhundert vierzehn Mühlen mit Wasser. Der Bach beginnt an einem Rückhaltebecken in der Nähe von Siepenbusch in der Stadt Übach-Palenberg in einer Höhe von 105 m über NN. Bis zur Mündung in die Geleenbeek bei Oud-Roosteren in den Niederlanden hat der Rodebach eine Länge von 28,9 km. Die Mündungshöhe beträgt 29 m über NN. Die Pflege und Unterhaltung des Rodebachs und seiner Nebenbäche unterliegt den jeweiligen, anliegenden Städten und Gemeinden. → Siehe auch Rodebach

## Geschichte
Die erste Erwähnung der Brommler Mühle ist im Jahre 1317/27 in einer Ortsbeschreibung im Gangelter Stadtbuch zu finden. Neben diesem Namen nannte man sie auch "Stegermühle" oder "Steiger Moelen". So ist sie auch in der Tranchotkarte von 1804/05 benannt. Die Brommler Mühle war ursprünglich eine Getreidemühle, die im 19. Jahrhundert mit einem Ölschlagwerk und einem Kollergang ausgestattet wurde. Die Steine des Kollergangs sind heute noch auf dem Grundstück zu finden. Die Ölmühle stellte 1920 den Betrieb ein, die Kornmühle arbeitete noch bis 1940. Heute ist die Brommler Mühle zu einem Landgasthof umgebaut.

## Galerie

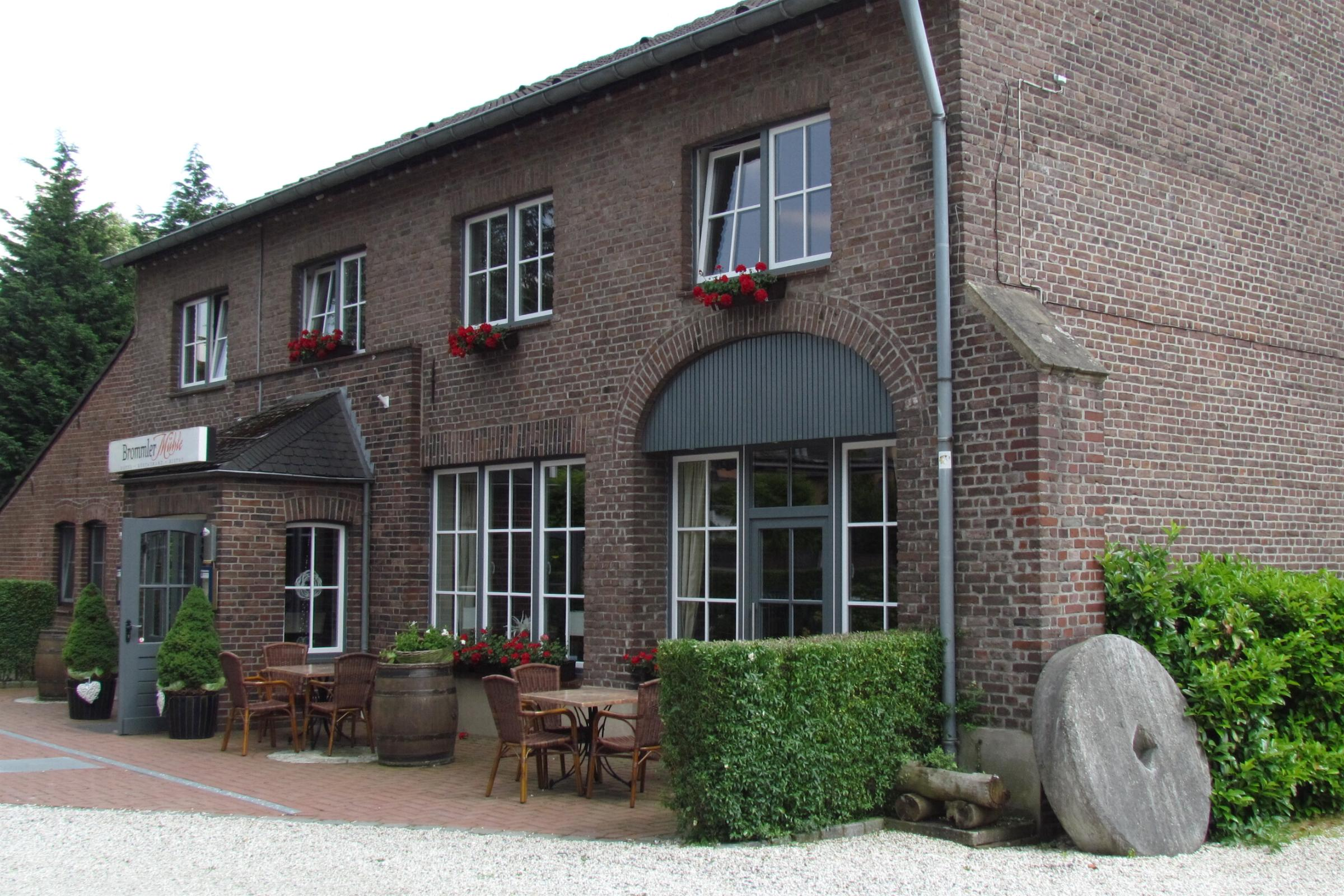
Brommler Mühle in Mindergangelt
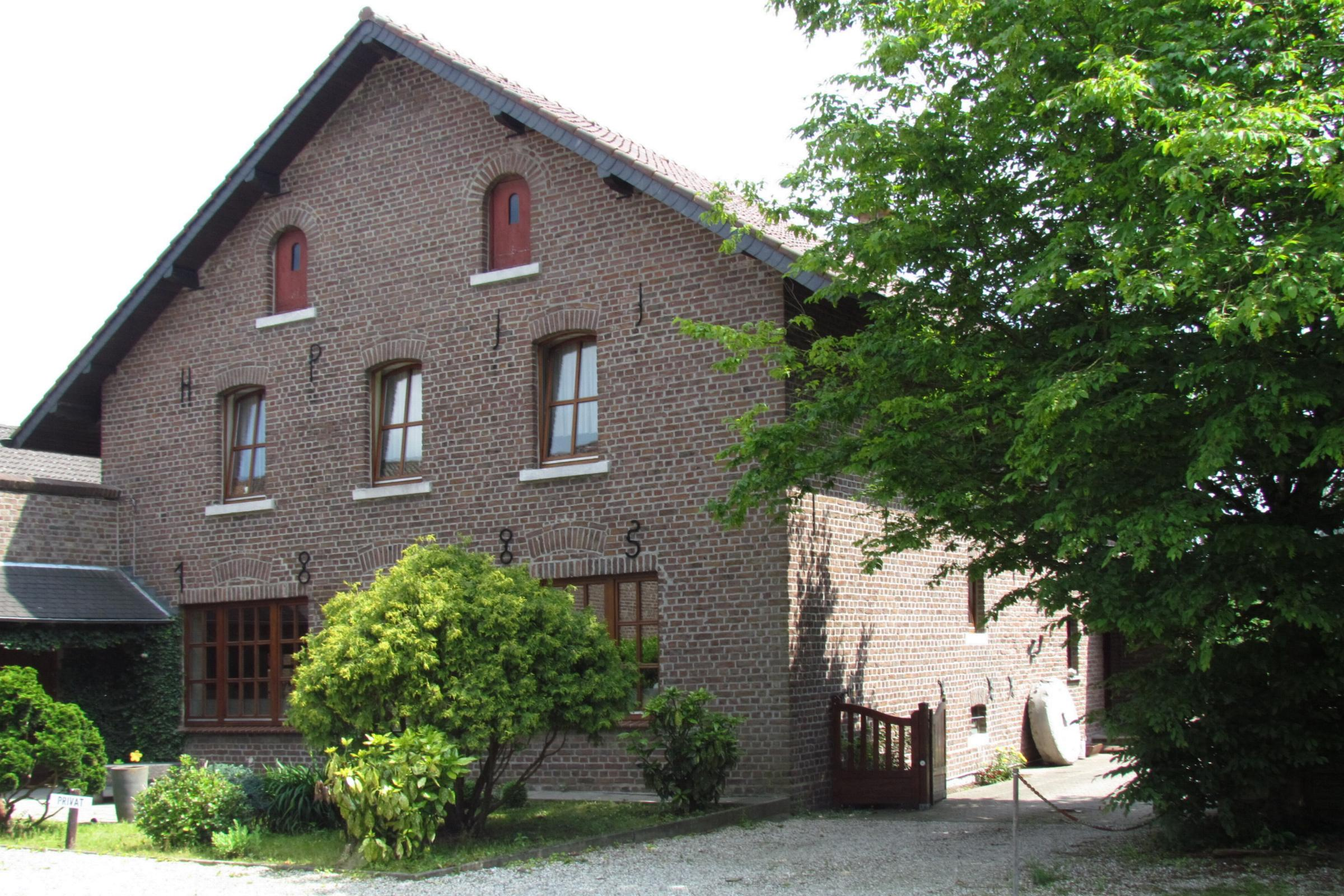
Ehemaliges Mühlengebäude
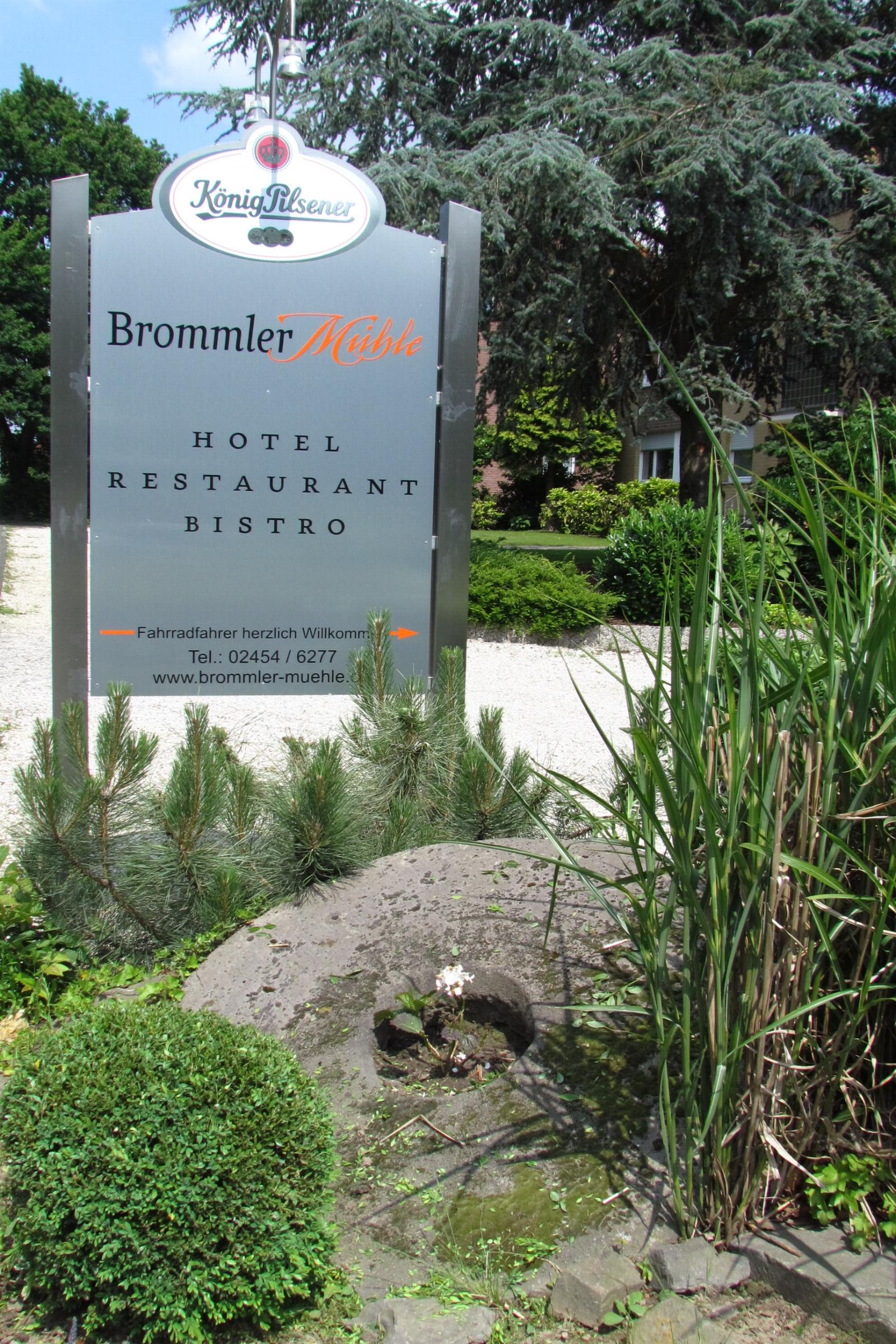
Mühlstein und Transparent
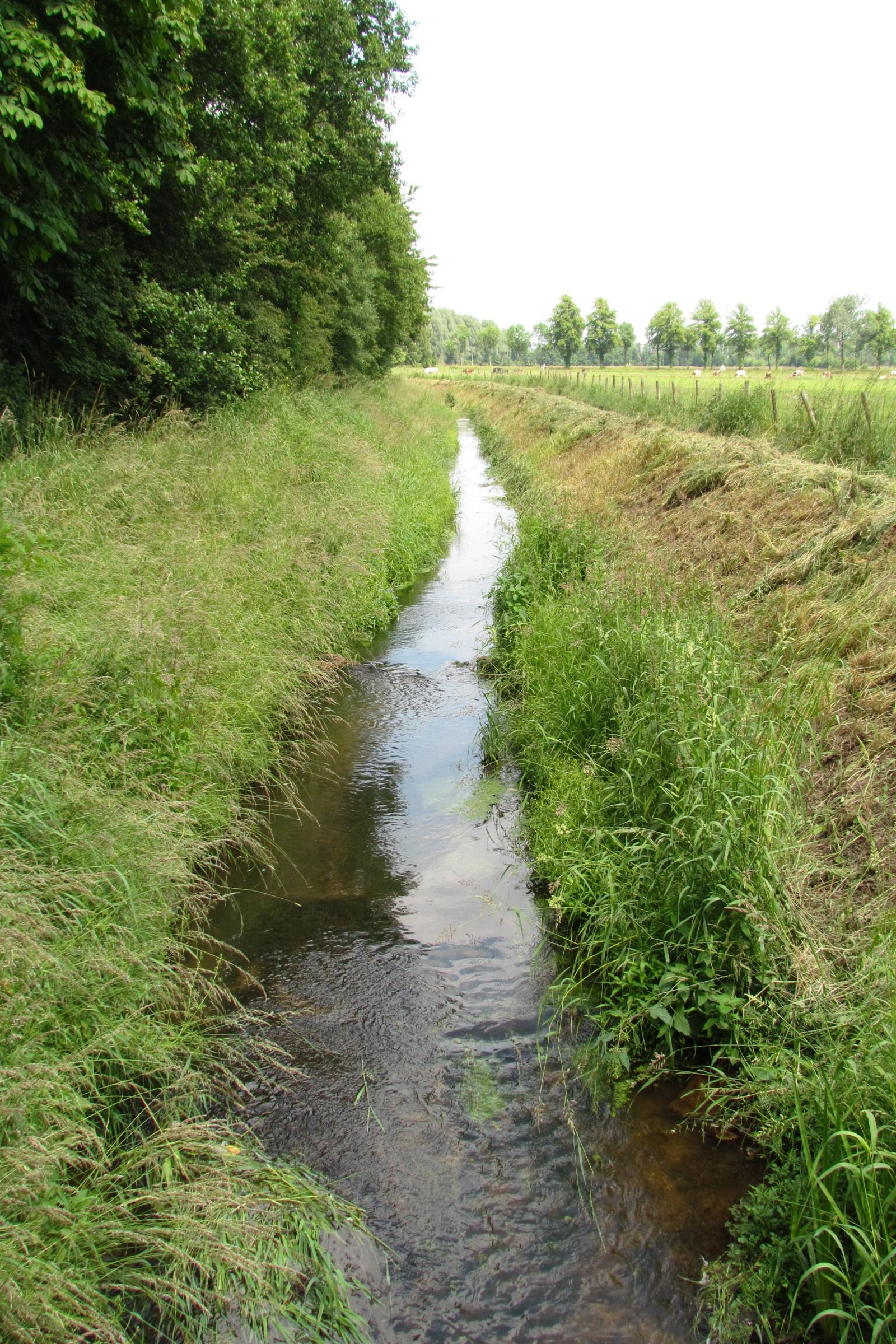
Rodebach in der Nähe der Brommler Mühle
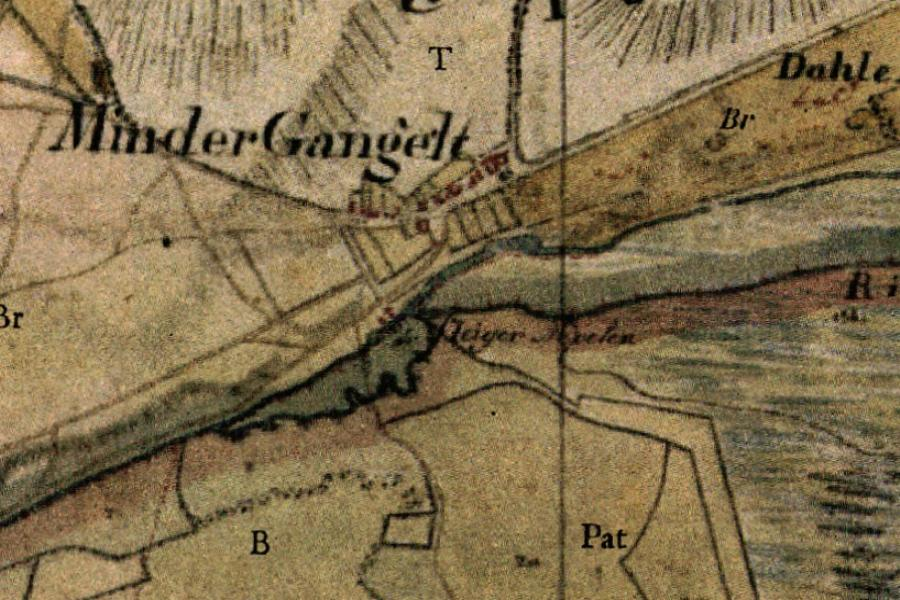
Tranchotkarte 1804/05